# Ben Sisay
Benjamin Sisay (ur. 11 marca 1956) – sierraleoński bokser, uczestnik Letnich Igrzysk Olimpijskich 1980 w Moskwie.
Na Letnich Igrzyskach Olimpijskich 1980 odpadł w 1/16 finału, przegrywając w swojej pierwszej walce na turnieju z Etiopczykiem Kebede Sahilu. W klasyfikacji końcowej został sklasyfikowany na 17. pozycji.